# Tautonim (taksonomia)
Tautonim (gr. ταὐτός tautós „identyczny”, ὄνυμα ónyma „nazwa”) – w nomenklaturze taksonomicznej dwuczłonowa nazwa gatunkowa, składająca się z dwóch identycznych wyrazów (drugi człon, odnoszący się do gatunku, jest powtórzeniem nazwy rodzajowej). Tautonimy są niedozwolone w nomenklaturze botanicznej, stosowane są jednak w nomenklaturze zoologicznej (przykłady: Crex crex – derkacz, Vulpes vulpes – lis pospolity).
Zakaz stosowania tautonimów w nomenklaturze botanicznej (zapisie naukowym) nie dotyczy łączenia słów o identycznym znaczeniu, o ile tylko ich zapis jest odmienny, na przykład: oba człony nazwy Arctostaphylos uva-ursi (mącznica lekarska) oznaczają to samo – „niedźwiedzia jagoda” (nazwa gatunkowa wywodzi się z łaciny, nazwa rodzajowa – z greki). Dopuszcza się też stosowanie nazw o bardzo podobnym brzmieniu, nieznacznie tylko się różniących, np. Lycopersicon lycopersicum (pomidor uprawny) czy Ziziphus zizyphus (głożyna pospolita).
Przed ustaleniem zakazu stosowania tautonimów w nazwach naukowych roślin, Hermann Karsten wyłączył w 1881 roku modrzew Larix z rodzaju sosna Pinus i w miejsce dotychczasowej nazwy Pinus larix L. zaproponował nazwę Larix larix. Nazwa ta uznana została za niezgodną z regułami kodeksu nomenklatury botanicznej po roku 1906 i zmieniono nazwę naukową modrzewia europejskiego na stosowaną do dziś Larix decidua Mill.